# كاسبار بادر
كاسبار بادر (الألمانية السويسرية الموحدة: Caspar Baader) هو محامي وسياسي سويسري، ولد في 1 أكتوبر 1953 في سويسرا. حزبياً، نشط في حزب الشعب السويسري. وقد انتخب عضو المجلس الوطني السويسري (27 أبريل 1998 – 31 يوليو 2014).